# أولاد أحمد (تيساف)
أولاد أحمد هو دُوَّار يقع بجماعة تيساف، إقليم بولمان، جهة فاس مكناس في المملكة المغربية. ينتمي الدوّار لمشيخة تيساف التي تضم 10 دواوير. يقدر عدد سكانه بـ 534 نسمة حسب الإحصاء الرسمي للسكان والسكنى لسنة 2004.

## روابط خارجية
- البوابة الوطنية للجماعات الترابية
- المندوبية السامية للتخطيط